# West-Terschelling
West-Terschelling est un village situé dans la commune néerlandaise de Terschelling, sur l'île du même nom, dans la province de la Frise. Le 1er janvier 2005, le village comptait 2 580 habitants.